# Manuel Edmilson da Cruz
Manuel Edmilson da Cruz (ur. 3 października 1924 w Acaraú) – brazylijski duchowny rzymskokatolicki, w latach 1994-1999 biskup Limoeiro do Norte.

## Życiorys
Święcenia kapłańskie przyjął 5 grudnia 1948. 8 sierpnia 1966 został prekonizowany biskupem pomocniczym São Luís do Maranhão ze stolicą tytularną Vicus Caesaris. Sakrę biskupią otrzymał 6 listopada 1966. 3 lipca 1974 został mianowany biskupem pomocniczym Fortalezy, a 18 maja 1974 biskupem Limoeiro do Norte. 6 maja 1998 przeszedł na emeryturę.